# Soyouz TM-7
Soyouz TM-7 est le 7e vol habité vers la Station Mir. Il a été lancé le 26 novembre 1988.

## Équipage
Décollage :
- Commandant : Alexandre Volkov (2)  Union soviétique
- Ingénieur de vol : Sergueï Krikaliov (1)  Union soviétique
- Cosmonaute chercheur : Jean-Loup Chrétien (2)  France

Atterrissage :
- Commandant : Alexandre Volkov (2)  Union soviétique
- Ingénieur de vol : Sergueï Krikaliov (1)  Union soviétique
- Cosmonaute chercheur : Valeri Poliakov (1)  Union soviétique

## Paramètres de la mission
- Masse   : 7000 kg
- Périgée : 194 km
- Apogée  : 235 km
- Inclinaison : 51.6°
- Période : 88.8 minutes

## Points importants
7e expédition vers Mir.